# Basilica of St. Anthony
Die Basilica of St. Anthony of Padua (auch: Church of St. Anthony of Padua) ist eine katholische Kirche an der Taufa'ahau Road in Nukuʻalofa, der Hauptstadt des Königreichs Tonga im Pazifischen Ozean.

## Architektur
Die Kirche ist ein beeindruckender Rundbau mit einer Schautreppe als Eingang. Der Rundbau wird getragen von einem zentralen Pfeiler. Das Gebäude und Mobiliar ist ausgiebig mit traditionellen Schnitzereien verziert.

## Geschichte
Die Kirche ist eine der wichtigsten Kirchen des Landes neben der Hauptkirche Cathedral of St. Mary, die sich ebenfalls in Nukuʻalofa befindet. Sie gehört zur Diözese Tonga. Das heutige Gebäude in der Nähe der königlichen Gräber wurde von Freiwilligen zwischen 1977 und 1980 erbaut. Papst Johannes Paul II. verlieh ihr 1994 den Titel einer Basilica minor.
2018 wurde der Bau der St. Francis of Assisi Primary School auf dem Gelände der Kathedrale begonnen.